# Consejo de la Prensa Peruana
El Consejo de la Prensa Peruana (CPP) es una asociación civil sin fines de lucro, no gubernamental y sin afiliación partidaria, dedicada a la defensa del periodismo nacional y la promoción del ejercicio ético de la profesión.

## Historia
El consejo fue fundado en la ciudad de Lima el 14 de agosto de 1997 por un grupo de medios de comunicación, que incluyó a los diarios La República, El Comercio, Expreso (que renunció en el año 2000) y Ojo, además de la revista Caretas. Posteriormente se unieron importantes medios como Gestión así como diarios locales como El Sol (Cusco), El Pueblo (Arequipa), La Industria (Trujillo) y El Tiempo (Piura); además de las revistas Debate e Ideele. La primera Junta Directiva de la asociación fue presidida por Alejandro Miró-Quesada Cisneros, y conformada por Manuel Ulloa Van Perborgh, Enrique Zileri Gibson, Luis Manuel Agois Banchero y Gustavo Mohme Seminario.
El consejo se formó como una respuesta a la reducida libertad de prensa apreciada en el gobierno de Alberto Fujimori, con la promulgación de la Ley de Rectificación (Ley 26775) en abril de 1997. Entre sus trabajos destacan los Principios de Lima, un tratado simbólico que participó la Defensoría del Pueblo, y su obra literaria La navaja suiza del reportero en colaboración con Ojo Público. Además, colaboró en los derechos de la futura Ley de Transparencia y Acceso a la Información Pública, como el tratamiento de información sensible.
En 2021 desarrolló PeruCheck, su portal para combatir noticias falsas, que fue relanzado al año siguiente para las elecciones regionales y municipales.
Actualmente, el Consejo de la Prensa incluye a los principales medios de comunicación tanto de prensa escrita, radial, televisiva y digital así como a instituciones académicas.

### Tribunal de ética
Desde 1998 cuenta con un Tribunal en que vela por la autorregulación de los contenidos y opera como defensor del lector. Este cuenta con un presidente, vicepresidente y miembros elegidos por los integrantes del consejo, quienes dan el veredicto en lugar de recurrir a definidos códigos de ética. Para 2003 se atendieron 53 casos. Entre las atenciones destacan las denuncias hacia Cecilia Valenzuela, del entonces canal no afiliado Frecuencia Latina, por altos funcionarios.

### Miembros asociados
- Grupo La República Publicaciones - (GLR)
- Grupo El Comercio - (GEC)
- Infobae (Perú)
- Revista Cosas
- Inforegión (Agencia de Prensa Ambiental)
- Sudaca.pe (Medio Digital)
- Grupo RPP
- Canal N
- Sol TV
- Nativa Televisión
- Universidad Ricardo Palma